# Gällsta en Husta
Gällsta en Husta (Zweeds: Gällsta och Husta) is een småort in de gemeente Nordanstig in het landschap Hälsingland en de provincie Gävleborgs län in Zweden. Het småort heeft 77 inwoners (2005) en een oppervlakte van 28 hectare. Eigenlijk bestaat het småort uit twee plaatsjes: Gällsta en Husta.